# Brachyscelis
Brachyscelis là một chi bọ cánh cứng trong họ Chrysomelidae.
Chi này được Germar miêu tả khoa học năm 1834.

## Các loài
Chi này gồm các loài:
- Brachyscelis korotyaevi (Zherikhin in Zherikhin & Egorov, 1990)